# Martins Dukurs
Martins Dukurs (31. marts 1984 i Riga i Lettiske SSR) er en lettisk skeletonfører, OL-medaljetager, to gange mester af verdenscupen (2009—10; 2010—11), verdensmester i 2011 samt to gange europamester. For sine olympiske resultater tildeltes Dukurs Trestjerneordenen.
Dukurs gik til volleyball og atletik i sin barndom. Han begyndte at gå til skeleton i 1998, og kom på Letlands olympiske deltagerhold i 2004. Ved Vinter-OL i 2006 i Torino opnåede han en 7. plads, men ved VM i skeleton i 2007 en 6. plads. Dukurs vandt den samlede stilling i skeleton-verdenscupen i 2009—10, og har vundet i alt fire verdenscup-sæsoner, blandt den seneste i Igls i Østrig, hvor han samtidig blev europamester i 2010. Martins Dukurs er den eneste lettiske sportsudøver, som nogensinde har vundet den samlede stilling i verdenscupen i en vintersport, en bedrift han gentog i skeleton-verdenscupen i 2010—11.
Martins Dukurs er siden den 24. marts 2010 Kavaler af Trestjerneordenen, en orden han fik overrakt af Letlands præsident Valdis Zatlers på Riga Slot den 3. maj 2010.